# The Adventures of Quik & Silva
The Adventures of Quik & Silva is een videospel voor de platforms Commodore Amiga. Het spel werd uitgebracht in 1991. De maker was "New Bits on the Ram", een alias voor Factor 5, een Duitse videospelmaker.